# Beaulieu-sous-Parthenay
Beaulieu-sous-Parthenay és un municipi francès situat al departament de Deux-Sèvres i a la regió de la Nova Aquitània. L'any 2007 tenia 642 habitants.

## Demografia

### Població
El 2007 la població de fet de Beaulieu-sous-Parthenay era de 642 persones. Hi havia 265 famílies de les quals 64 eren unipersonals (24 homes vivint sols i 40 dones vivint soles), 97 parelles sense fills, 80 parelles amb fills i 24 famílies monoparentals amb fills.
La població ha evolucionat segons el següent gràfic:
Habitants censats

### Habitatges
El 2007 hi havia 309 habitatges, 270 eren l'habitatge principal de la família, 16 eren segones residències i 23 estaven desocupats. 300 eren cases i 8 eren apartaments. Dels 270 habitatges principals, 201 estaven ocupats pels seus propietaris, 60 estaven llogats i ocupats pels llogaters i 8 estaven cedits a títol gratuït; 19 tenien dues cambres, 30 en tenien tres, 75 en tenien quatre i 145 en tenien cinc o més. 191 habitatges disposaven pel capbaix d'una plaça de pàrquing. A 115 habitatges hi havia un automòbil i a 132 n'hi havia dos o més.

### Piràmide de població
La piràmide de població per edats i sexe el 2009 era:
| Homes | Edats   | Dones |
| ----- | ------- | ----- |
| 0     | 95 o +  | 0     |
| 0     | 90 a 94 | 0     |
| 4     | 85 a 89 | 8     |
| 12    | 80 a 84 | 12    |
| 16    | 75 a 79 | 20    |
| 12    | 70 a 74 | 4     |
| 20    | 65 a 69 | 16    |
| 12    | 60 a 64 | 12    |
| 20    | 55 a 59 | 20    |
| 24    | 50 a 54 | 4     |
| 28    | 45 a 49 | 32    |
| 16    | 40 a 44 | 20    |
| 16    | 35 a 39 | 4     |
| 32    | 30 a 34 | 16    |
| 32    | 25 a 29 | 44    |
| 20    | 20 a 24 | 4     |
| 16    | 15 a 19 | 20    |
| 16    | 10 a 14 | 20    |
| 4     | 5 a 9   | 12    |
| 20    | 0 a 4   | 16    |

## Economia
El 2007 la població en edat de treballar era de 412 persones, 323 eren actives i 89 eren inactives. De les 323 persones actives 294 estaven ocupades (164 homes i 130 dones) i 29 estaven aturades (12 homes i 17 dones). De les 89 persones inactives 33 estaven jubilades, 23 estaven estudiant i 33 estaven classificades com a «altres inactius».

### Ingressos
El 2009 a Beaulieu-sous-Parthenay hi havia 269 unitats fiscals que integraven 655,5 persones, la mediana anual d'ingressos fiscals per persona era de 16.454 €.

### Activitats econòmiques
Dels 12 establiments que hi havia el 2007, 1 era d'una empresa alimentària, 2 d'empreses de construcció, 3 d'empreses de comerç i reparació d'automòbils, 1 d'una empresa d'hostatgeria i restauració, 1 d'una empresa immobiliària, 3 d'empreses de serveis i 1 d'una empresa classificada com a «altres activitats de serveis».
Dels 5 establiments de servei als particulars que hi havia el 2009, 1 era un paleta, 1 lampisteria, 1 perruqueria i 2 agències immobiliàries.
L'únic establiment comercial que hi havia el 2009 era una fleca.
L'any 2000 a Beaulieu-sous-Parthenay hi havia 35 explotacions agrícoles que ocupaven un total de 1.848 hectàrees.

## Equipaments sanitaris i escolars
El 2009 hi havia una escola elemental.

## Poblacions més properes
El següent diagrama mostra les poblacions més properes.